# 별불가사리
별불가사리는 별불가사리과에 속한다. 몸은 직경 9cm 내외이다. 다리가 4-6개 있어 별처럼 보인다. 남청색 또는 짙은 녹색 바탕에 짙은오렌지색의 불규칙한 얼룩무늬가 있어 눈에 잘 띈다. 배쪽은 연한 주황색이고, 가운데에 입이 있다. 가운데에서부터 각이 진 팔의 끝까지 깊이 팬 홈이 있어 그 안에서 두 줄로 관족이 나온다. 관족에는 빨판이 있어 물체에 붙거나 이동할 수 있다. 산란기인 6-7월에는 몸 속에 가득찬 붉은색 알을 볼 수 있다. 연안의 암초 위에 살며 대한민국·일본·태평양 등지에 분포한다. 별불가사리는 말려서 비료로 쓴다.